# 上海港码头号子
上海港码头号子，源于上海黄浦江畔，是码头工人劳动时歌声，发展于上海开埠到20世纪70年代末的一百多年间。
码头号子主要是人力搬运号子，根据工作方式而分肩运、扛运两大类。肩运号子又可分为搭肩号子、肩运号子和堆装号子，而扛运号子可细分为扛棒号子、单抬号子和扁担号子三种。全部共有四大类九个品种。至于风格方面，因为各地方言语音而有多个风格，其中以苏北号子和湖北号子最具代表性。 
上海港码头号子近似于劳动呼喊，旋律较为单一，多鸣哼，少实词，有一人领唱，而众人应和。 